# Mästarnas Park

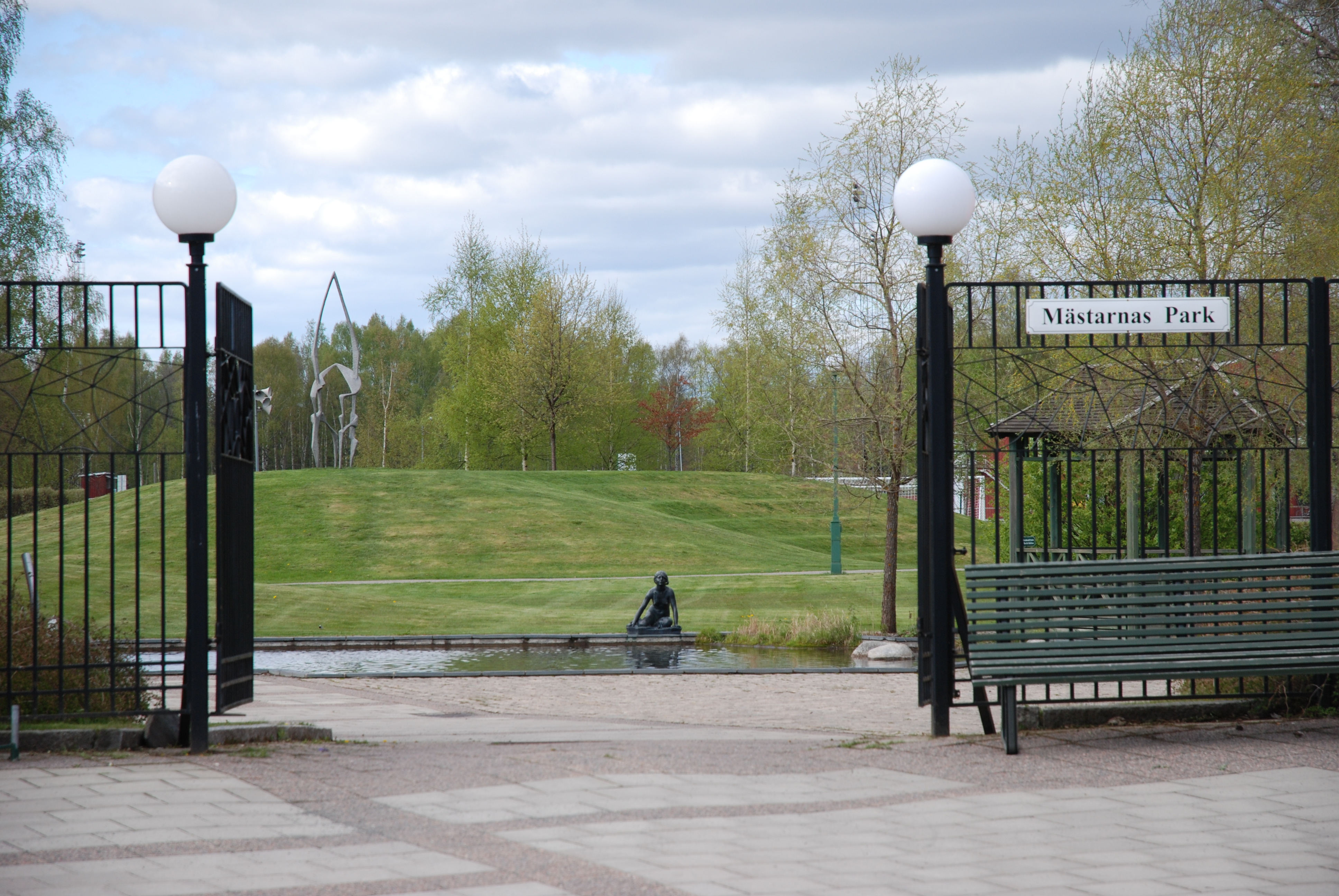
Mästarnas Park med Per Hasselbergs Grodan och till vänster Arne Jones Katedral

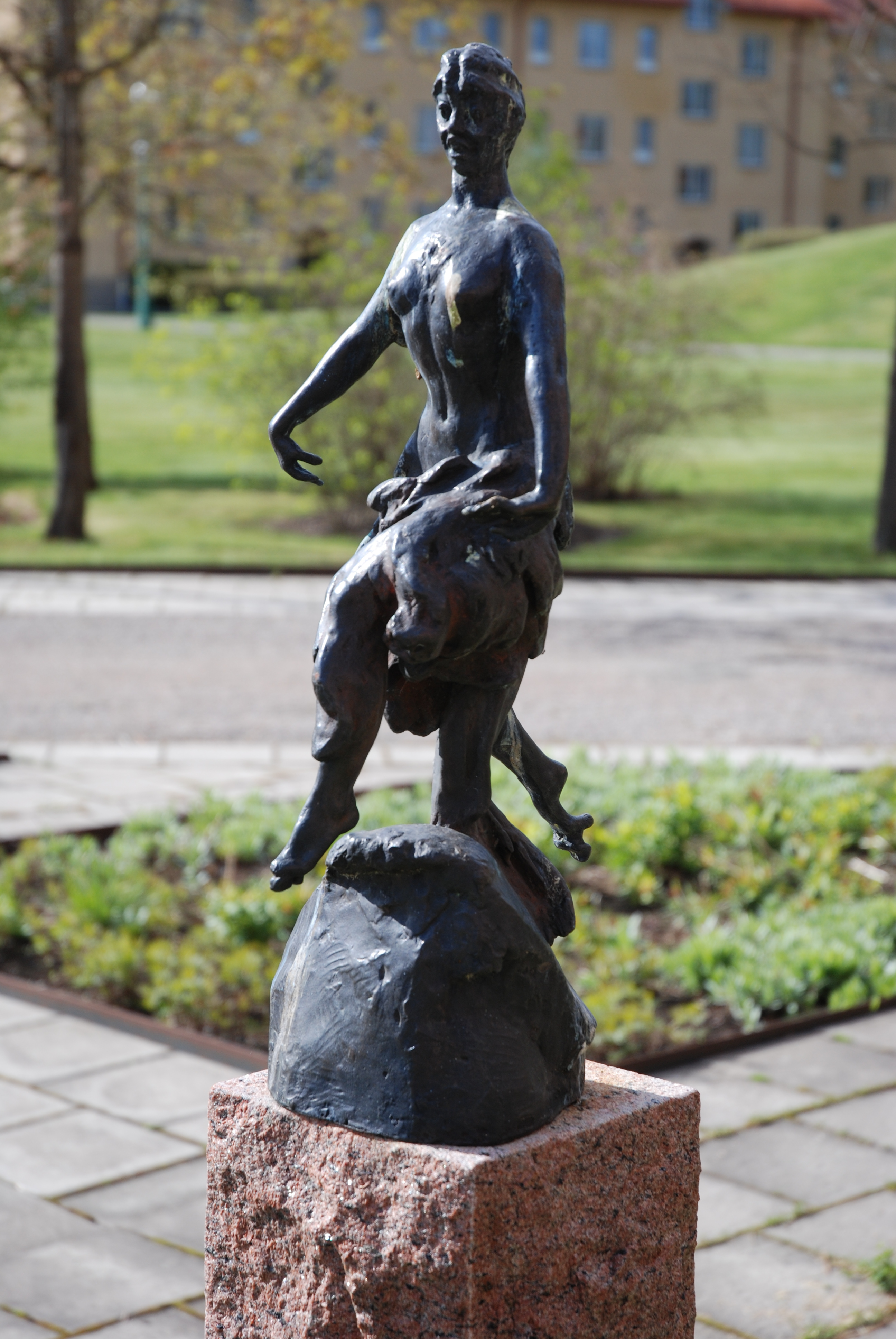
Skogsråa, brons, av Christian Eriksson.

Mästarnas Park är ett bostadsområde med en skulpturpark i Hällefors.
Mästarnas Park är ett bostadsområde i Hällefors centrum från 1952-54, som upprustades och nyinvigdes 1999. I området låg numera nedlagda Formens Hus med en permanent designutställning och där finns också två museilägenheter med 1950-talsinredning.
Mästarnas Park är en del av en större kommunal satsning med konstnärlig utsmyckning, vilken Hällefors kommun och Hällefors Bostads AB genomfört sedan 1970-talet i olika bostadsområden, framför allt skulpturparkerna i bostadsområdena Polstjärnan, Millesparken och kvarteret Trasten. Satsningen har sin bakgrund i samhällets befolkningsnedgång efter nedskärningar inom Ovako Steels stålverk i Hällefors.

## Skulpturer
- Peter, brons, 1953, av Stig Blomberg
- Löparna, brons, 1933, av Carl Eldh
- Ungdom, brons, 1912, av Carl Eldh
- Katedral, brons, 1950, av Arne Jones
- Skogsråa, brons, 1935, av Christian Eriksson
- Hon lyssnar på jorden, granit, 1946, av Eric Grate
- Tre fåvitska jungfrur, brons, 1953, av Eric Grate
- Grodan, brons, 1899, av Per Hasselberg
- Cessie liggande, brons, 1938, av Bror Hjorth
- Lyssnande kid, brons, av Arvid Knöppel
- Auroras hår, 1999, av Anna Molander
- Bältesspännare, brons, 1863, av Johan Peter Molin
- Gustaf III, brons, 1792, av Johan Tobias Sergel

## Bildgalleri

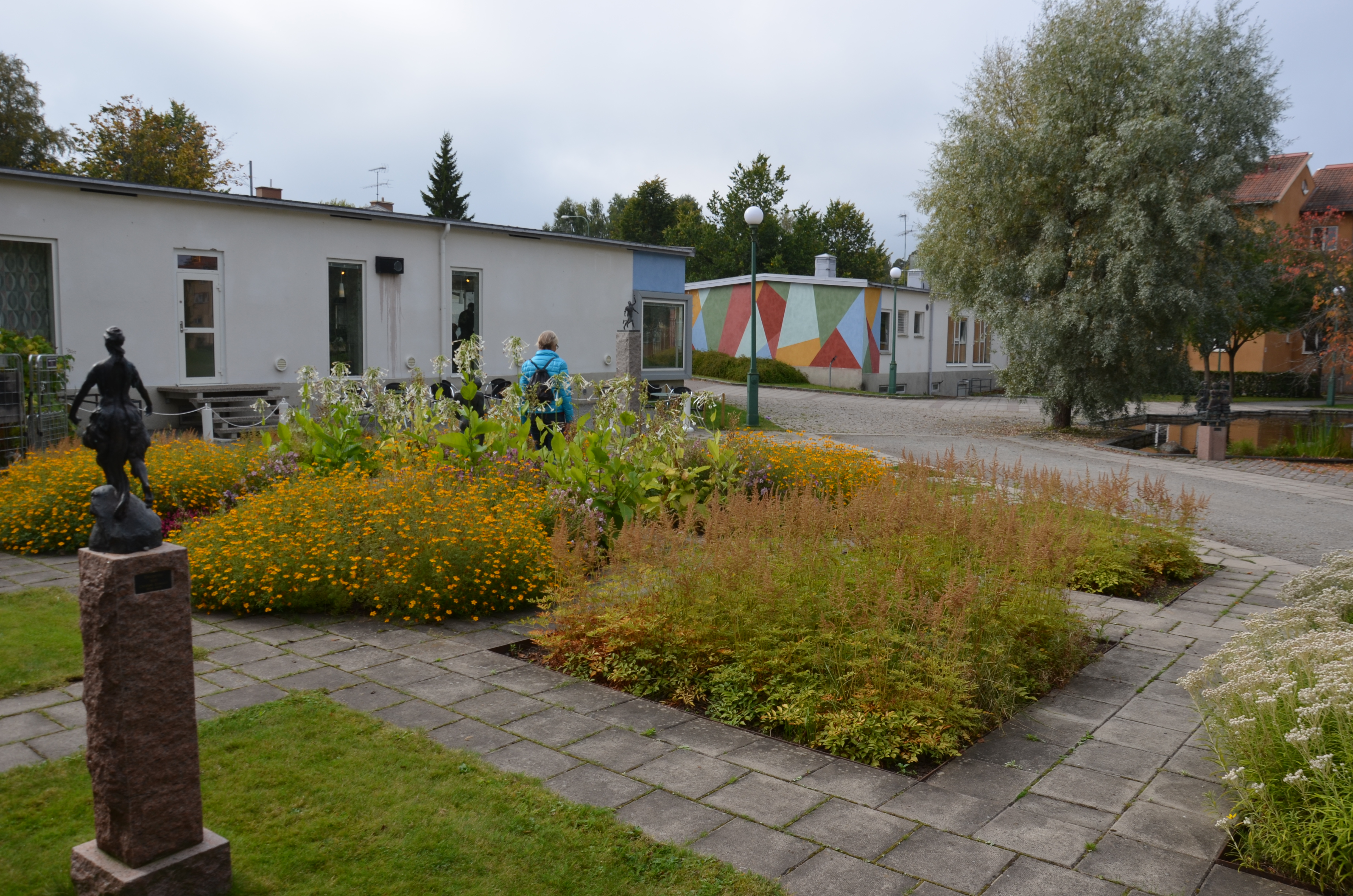
Mästarnas Park
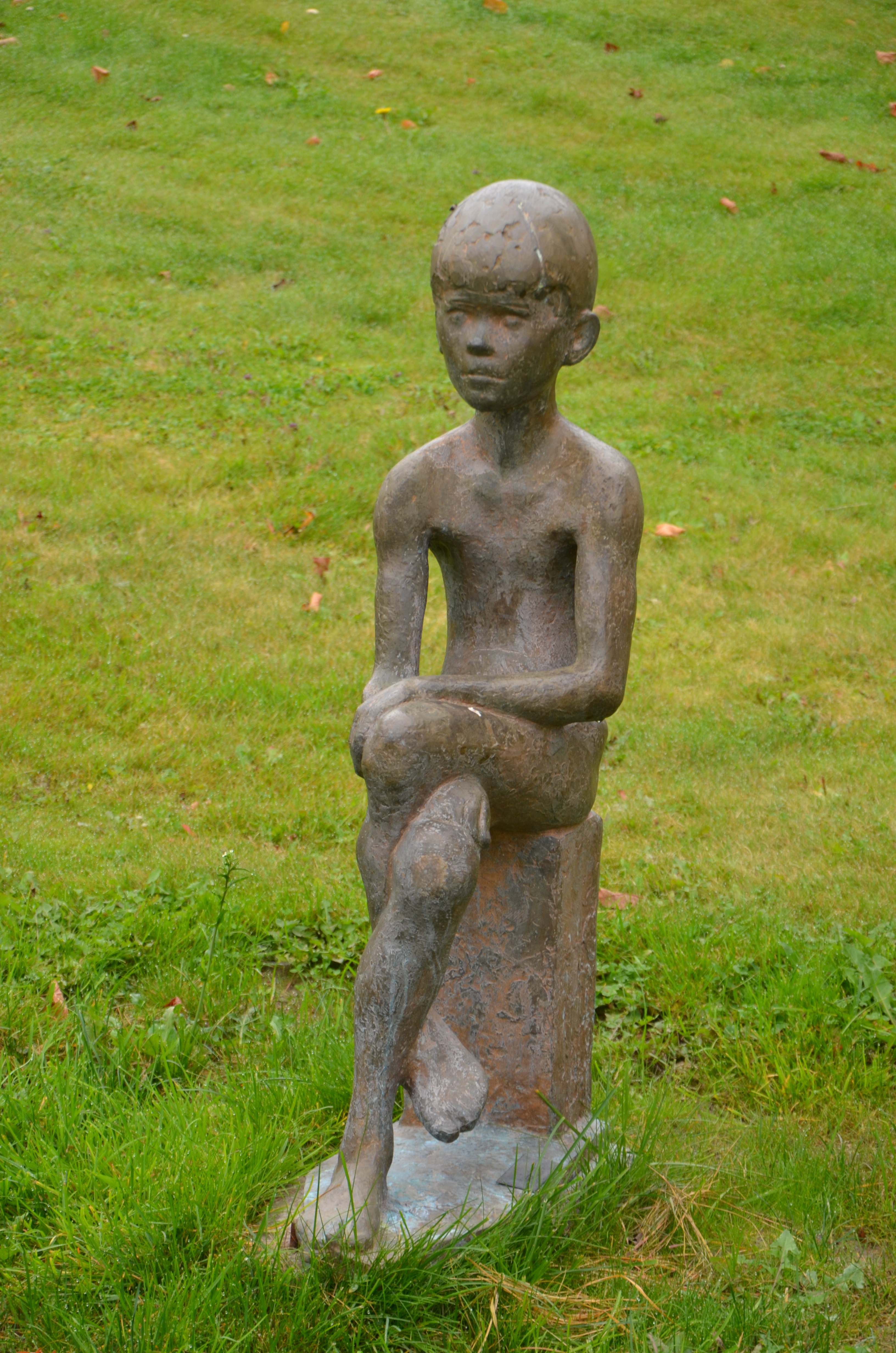
Peter av Stig Blomberg
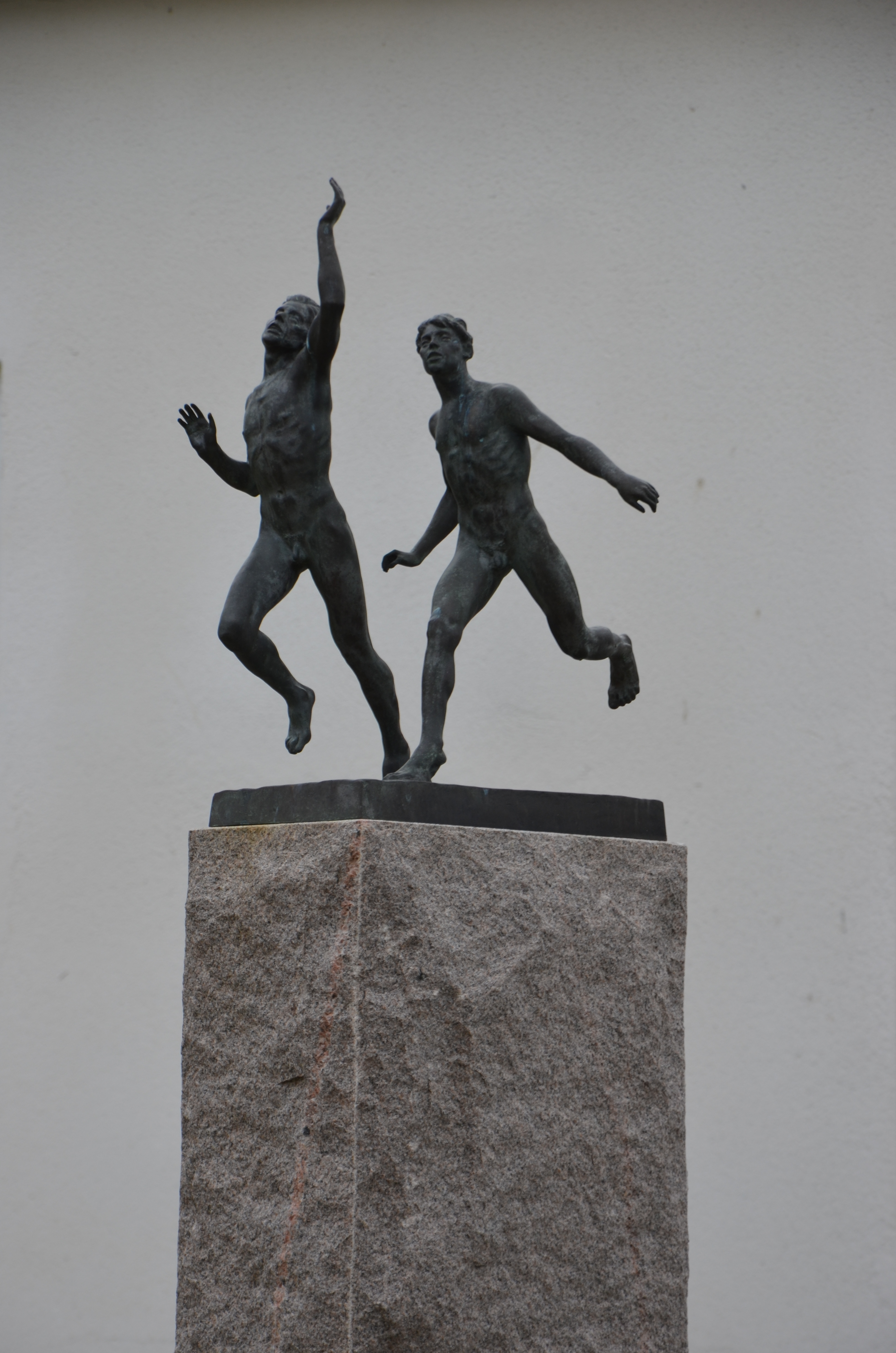
Löparna av Carl Eldh
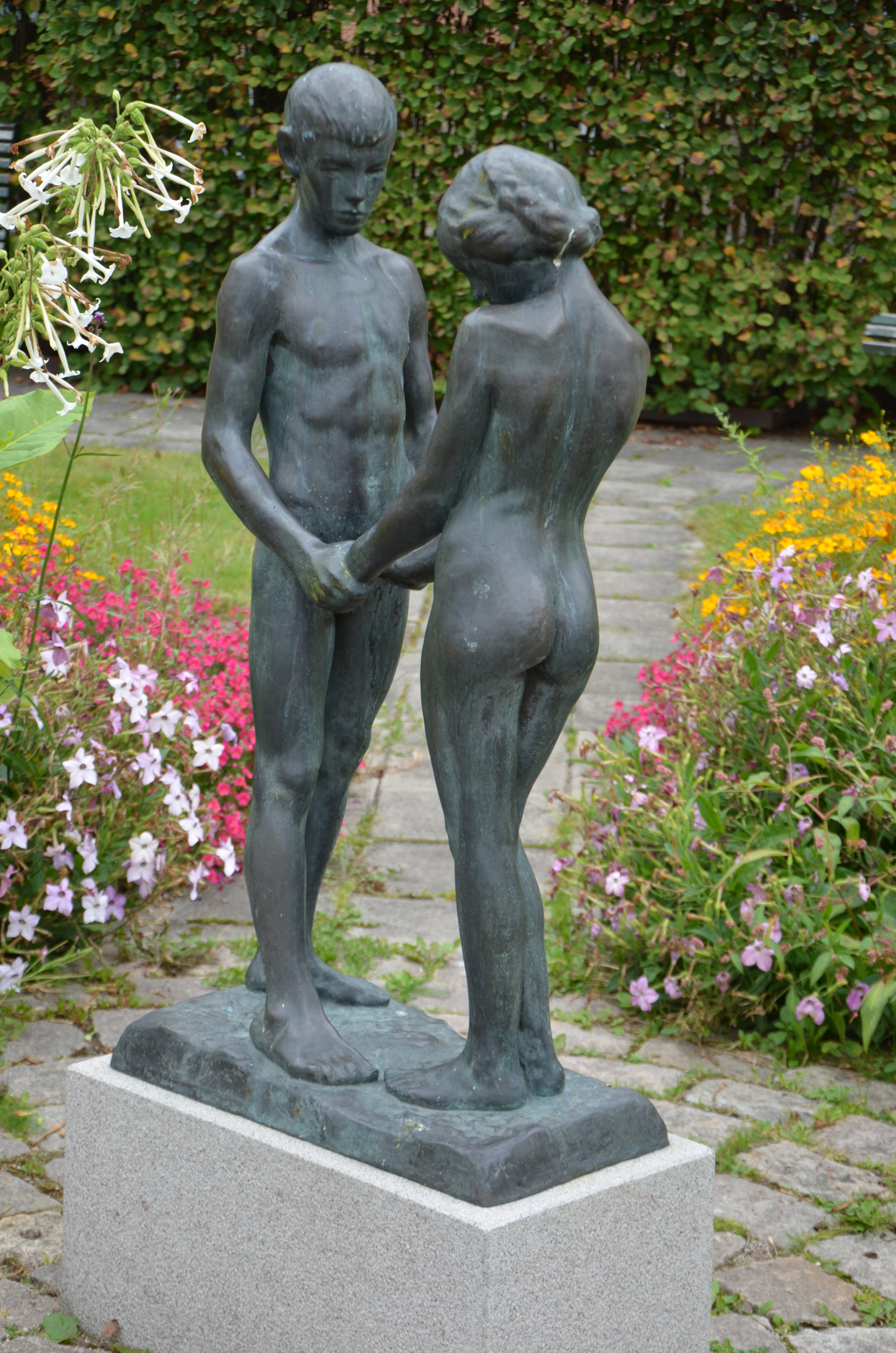
Ungdom av Carl Eldh
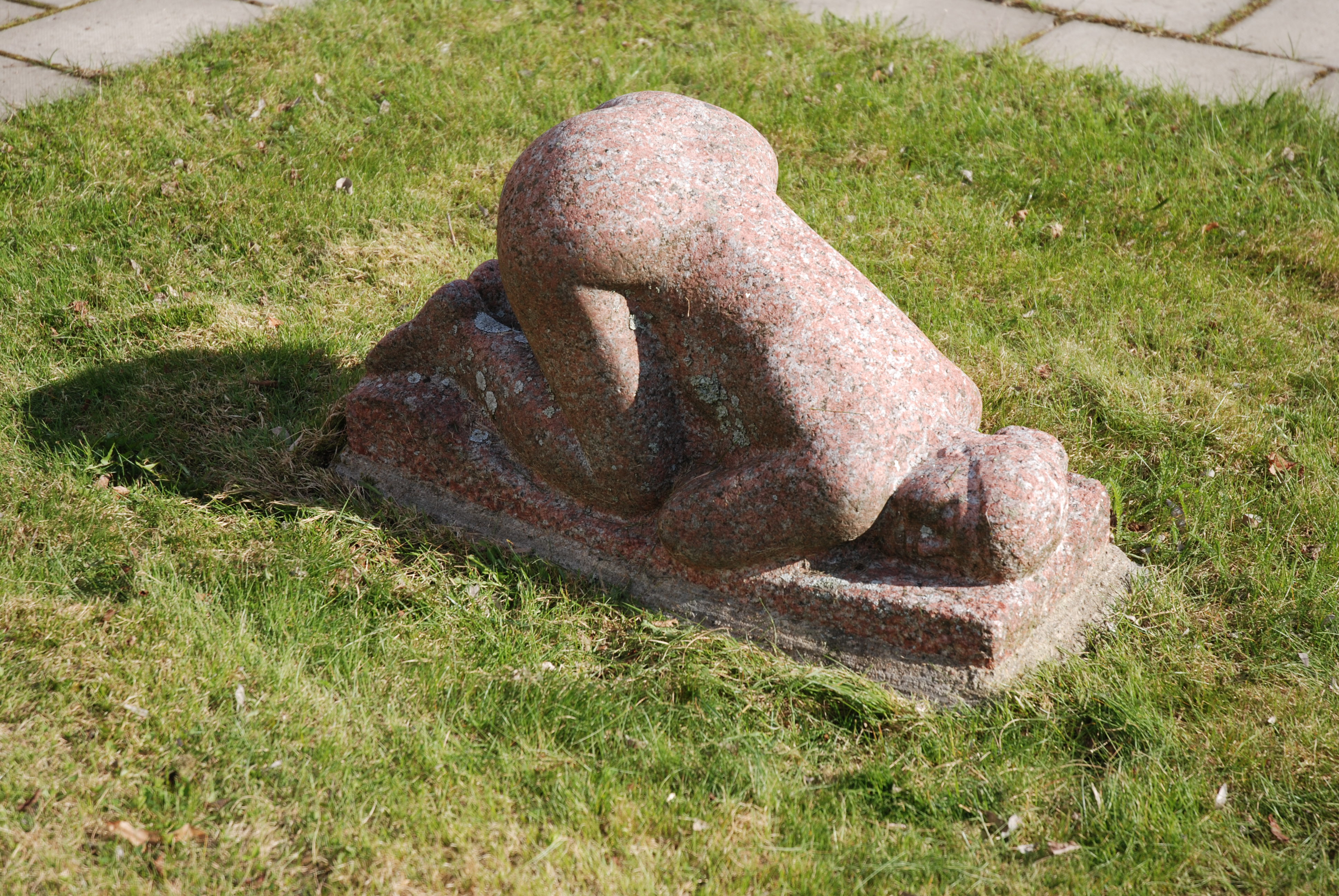
Hon lyssnar på jorden av Eric Grate
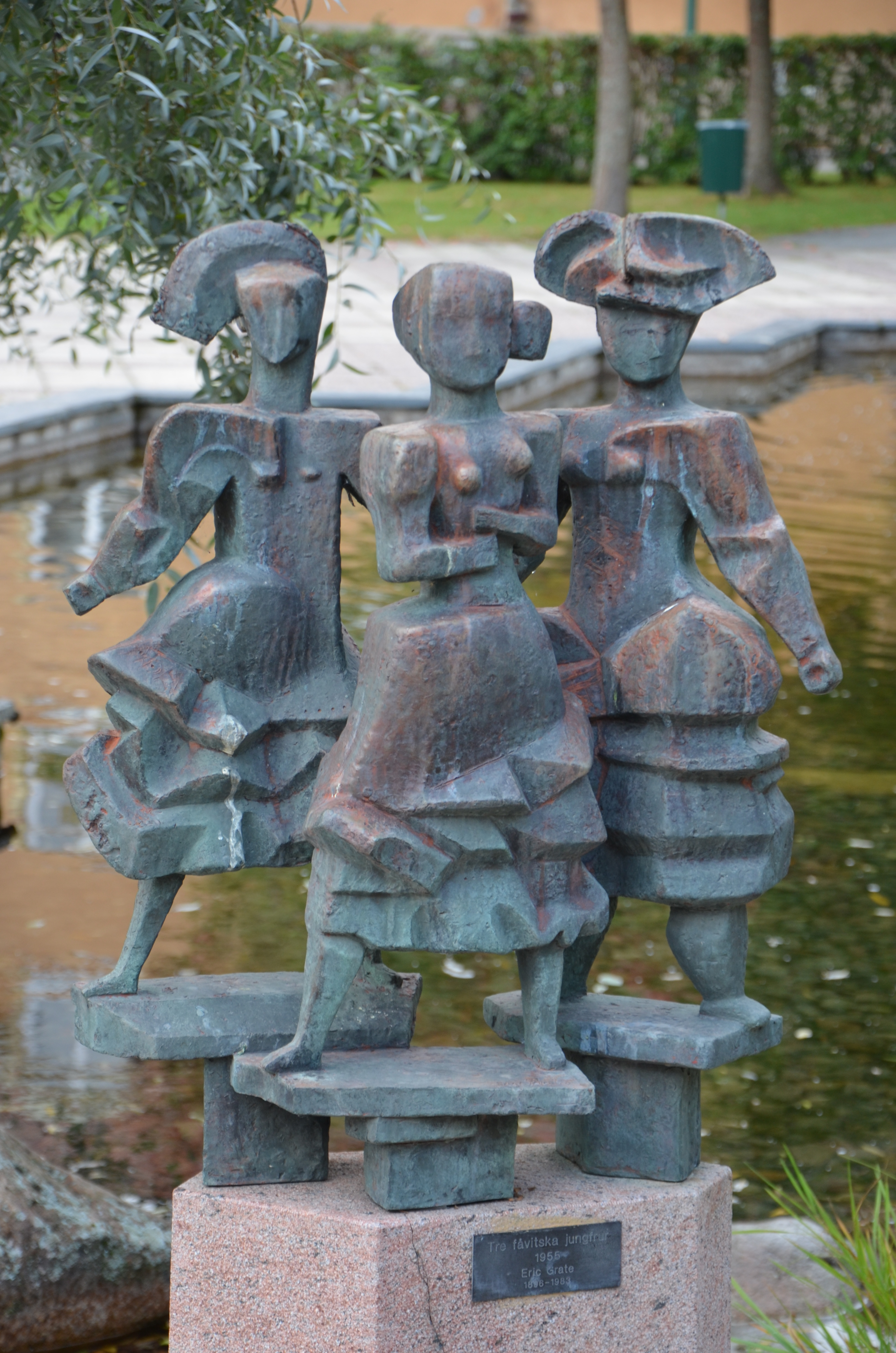
Tre fåvitska jungfrur av Eric Grate
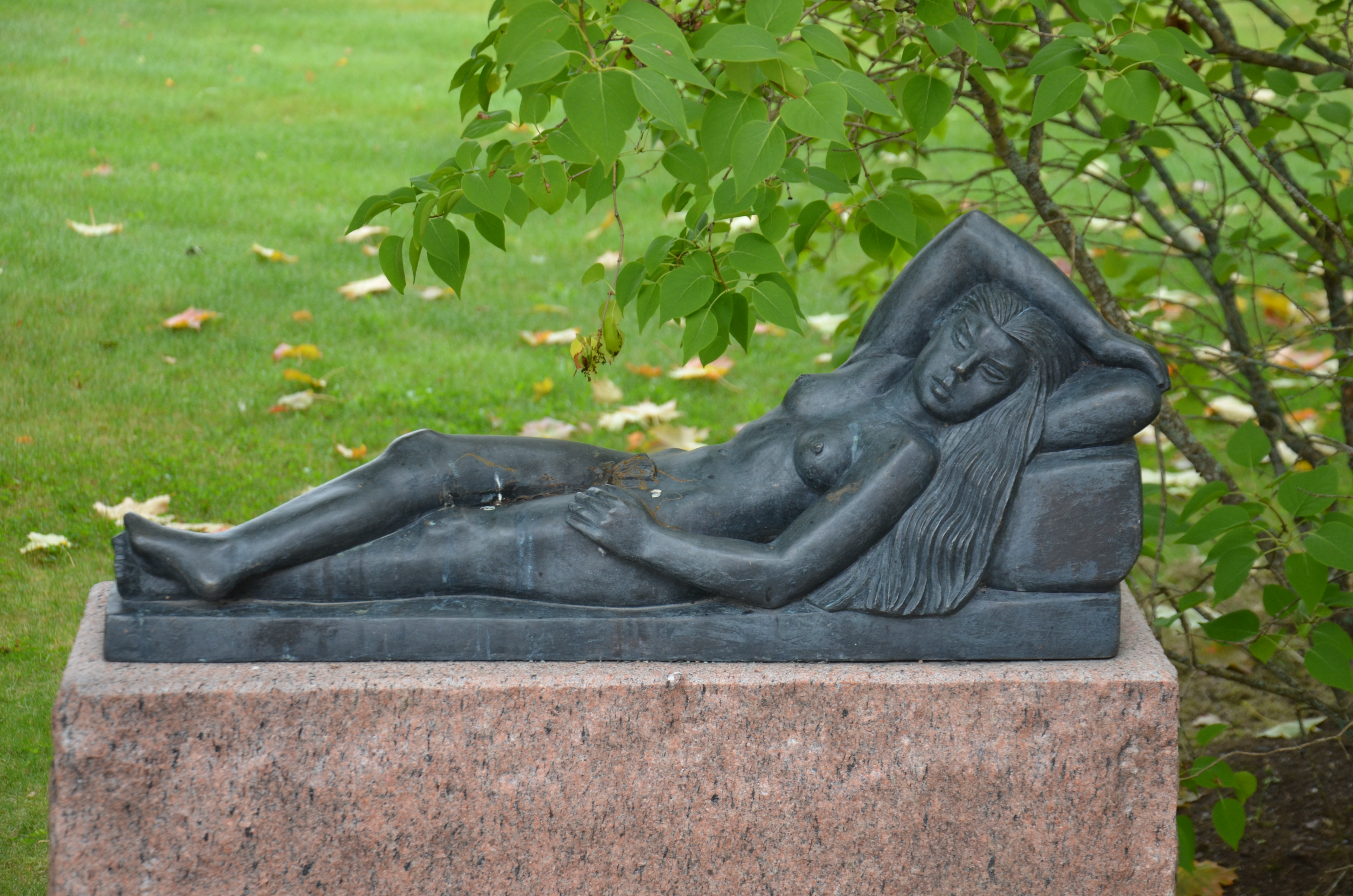
Cessie liggande av Bror Hjorth
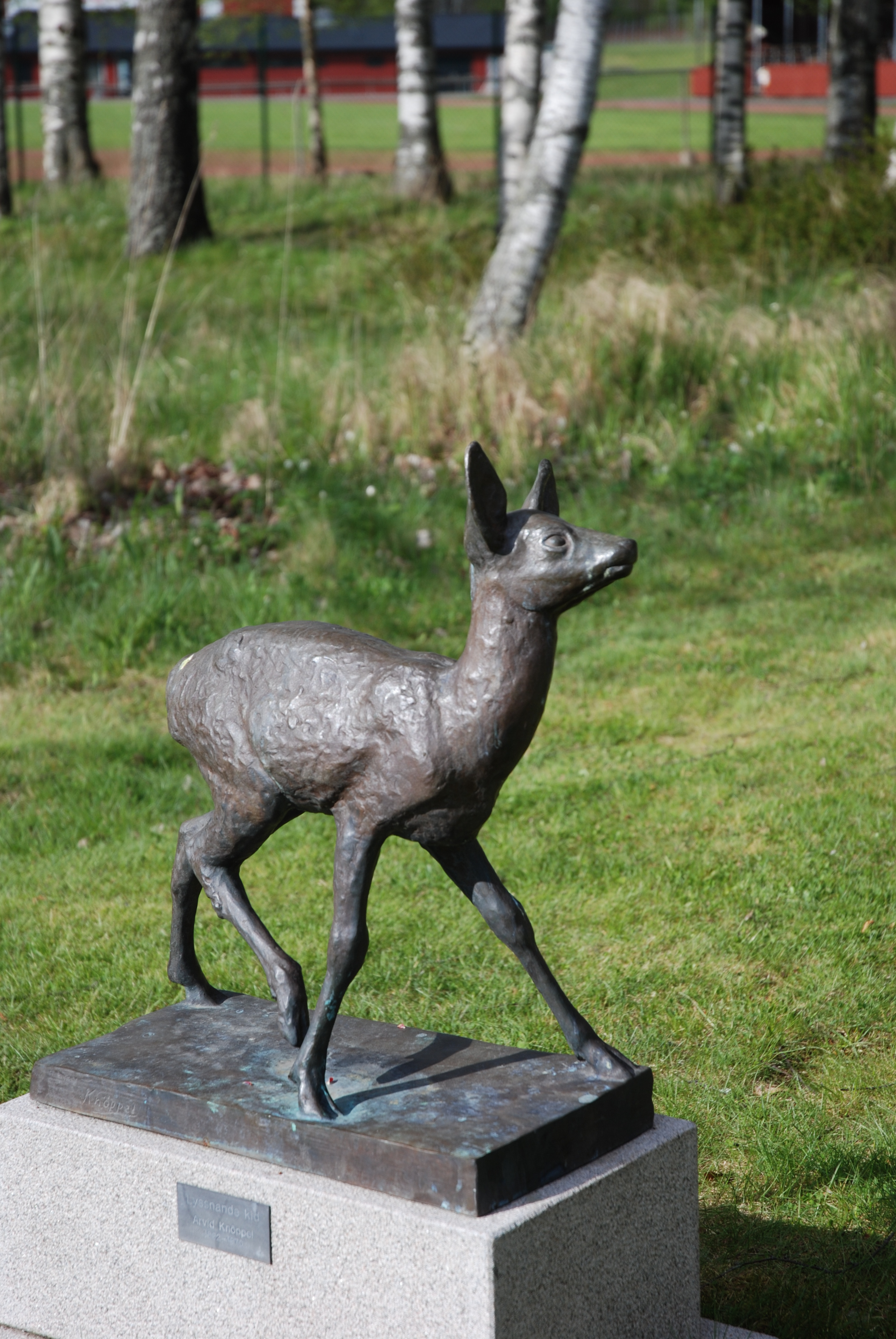
Lyssnande kid av Arvid Knöppel
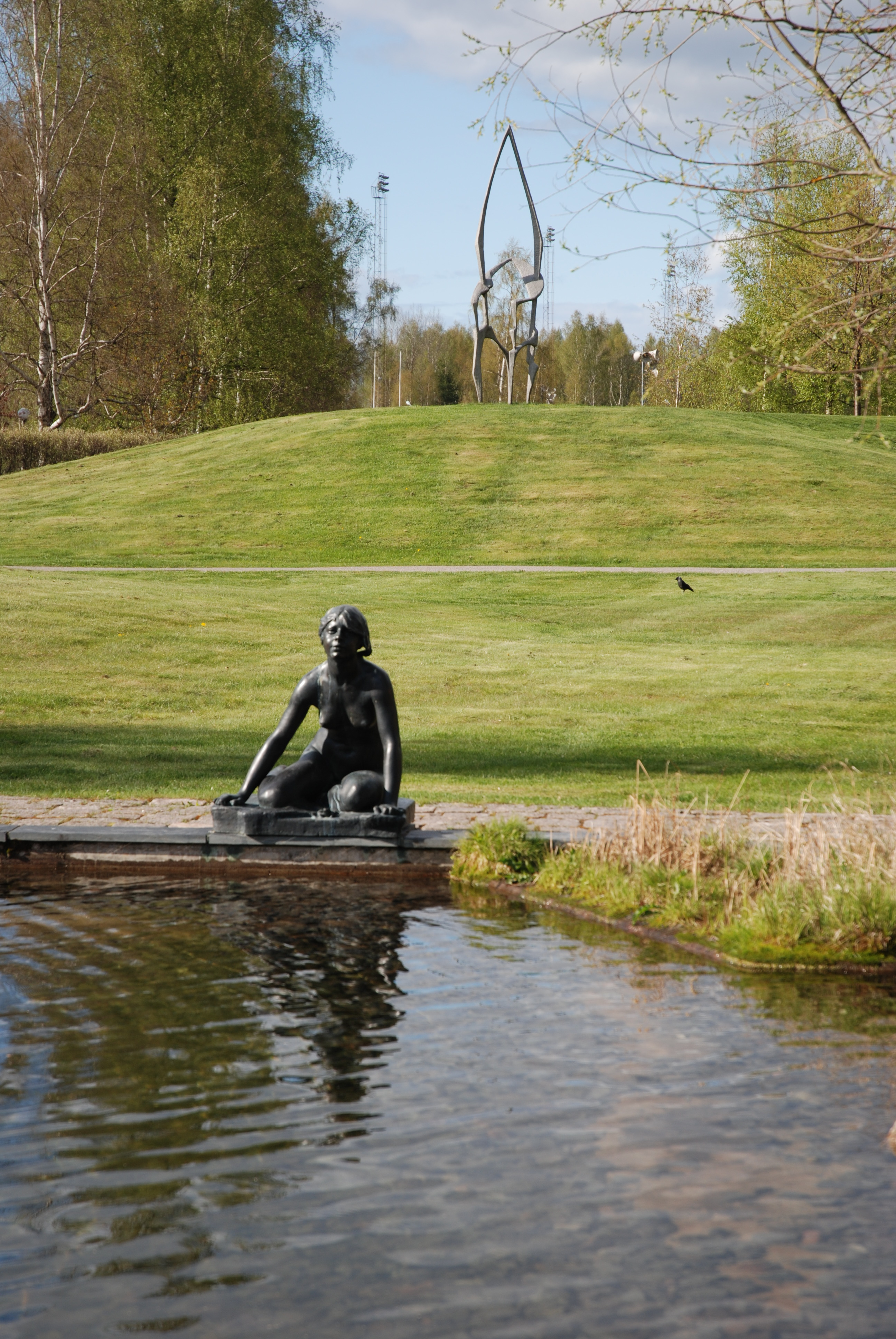
Grodan av Per Hasselberg, med Katedral av Arne Jones i bakgrunden
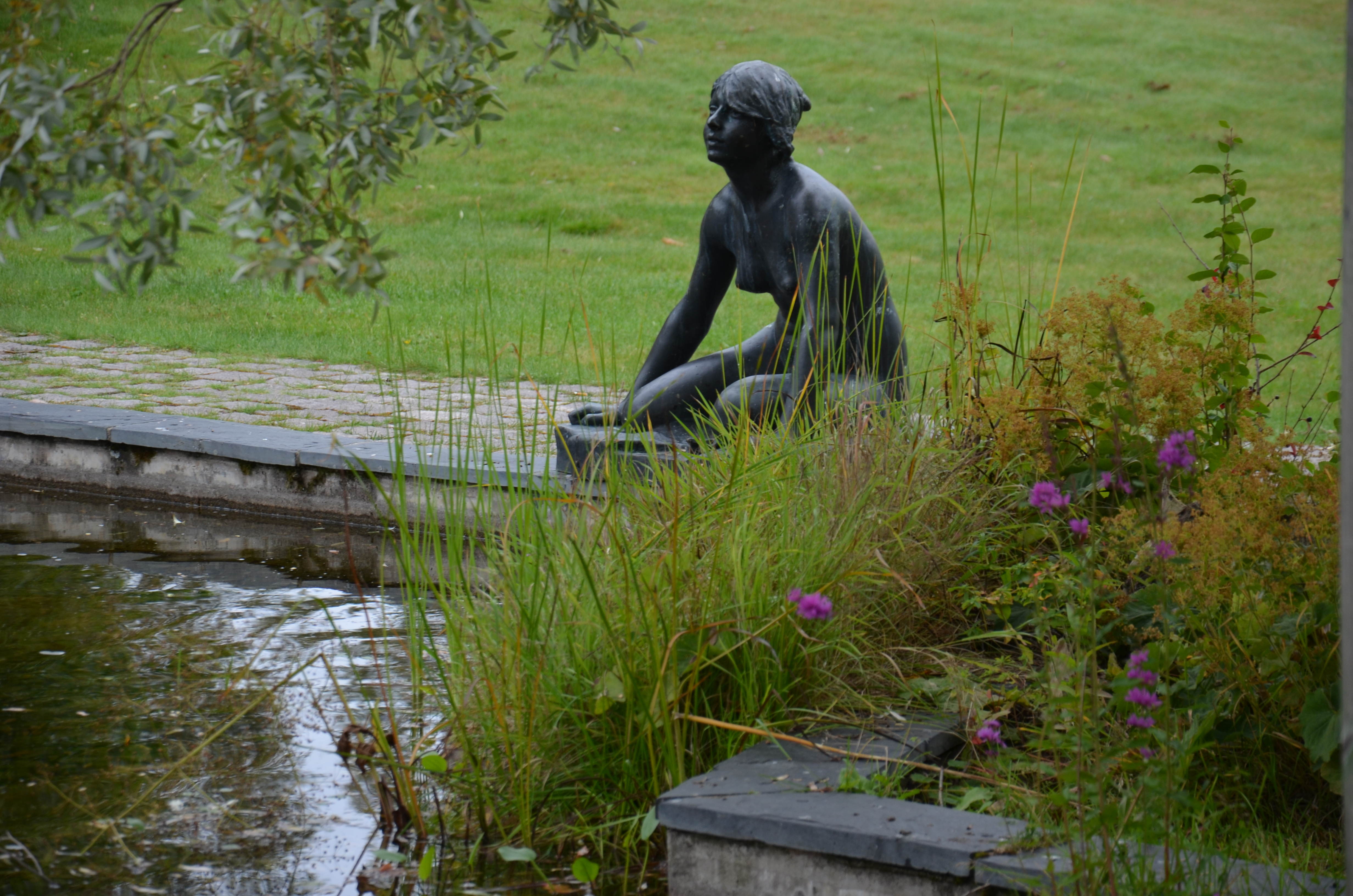
Grodan av Per Hasselberg
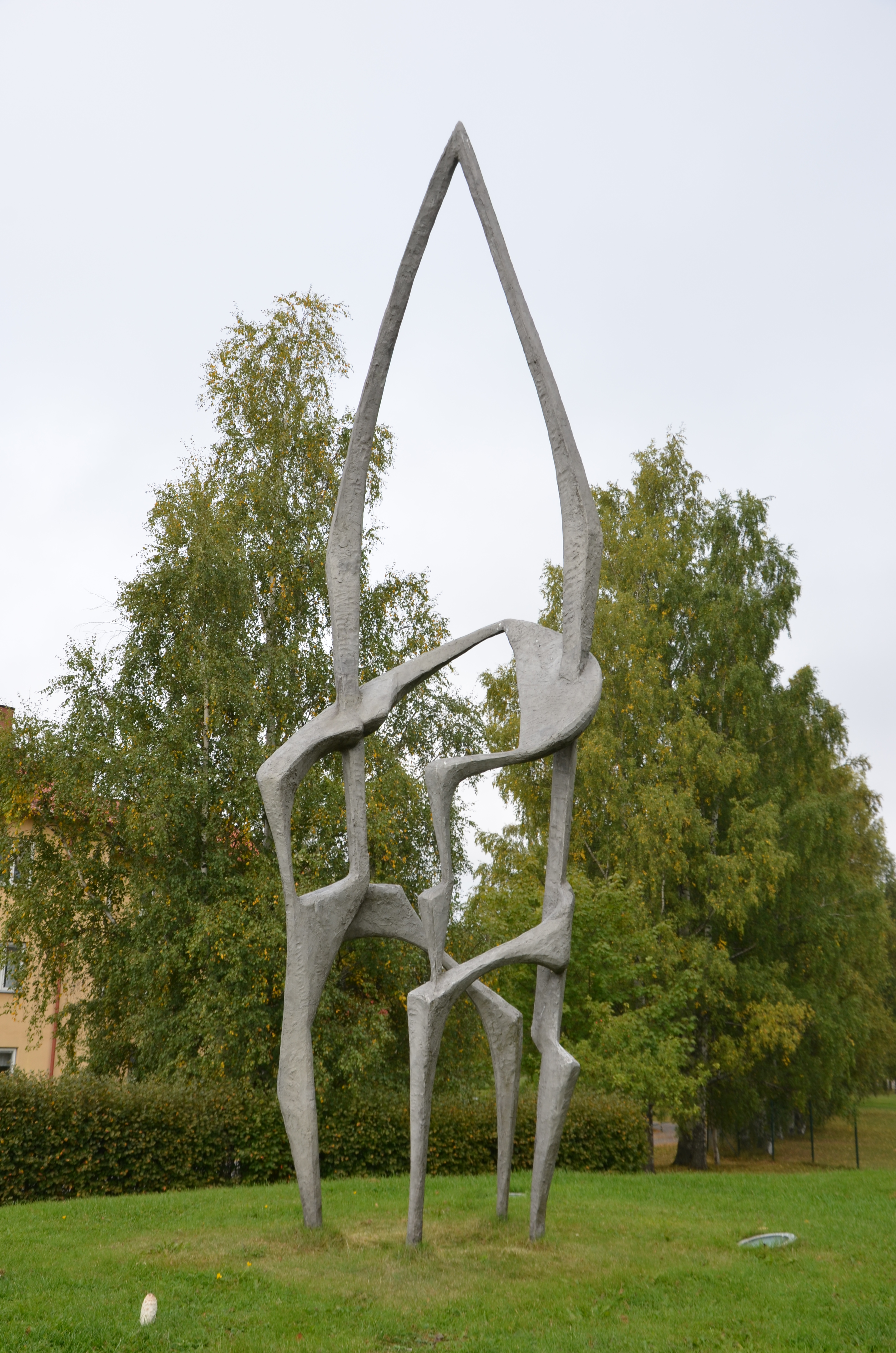
Katedral av Arne Jones
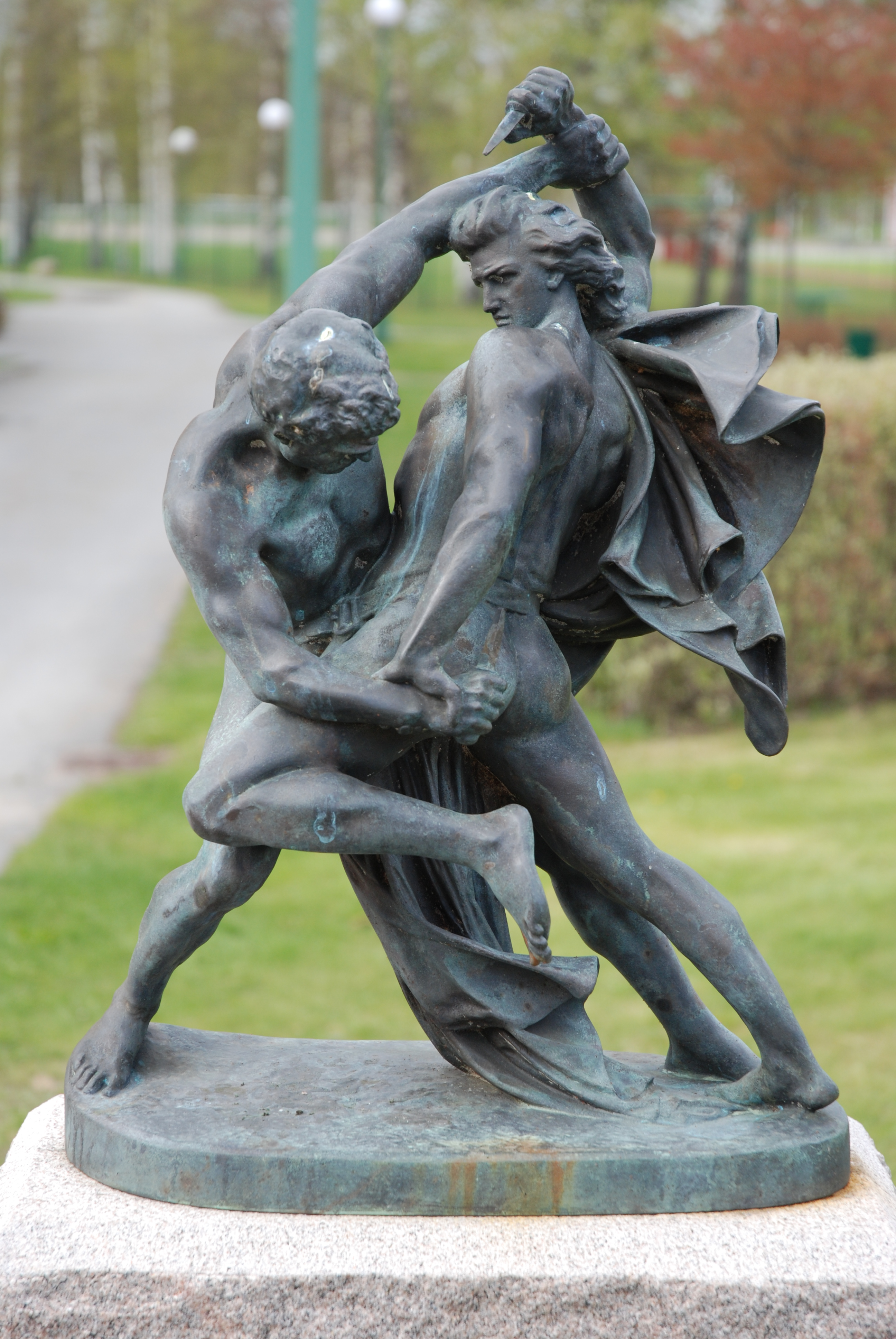
Bältesspännare av Johan Peter Molin
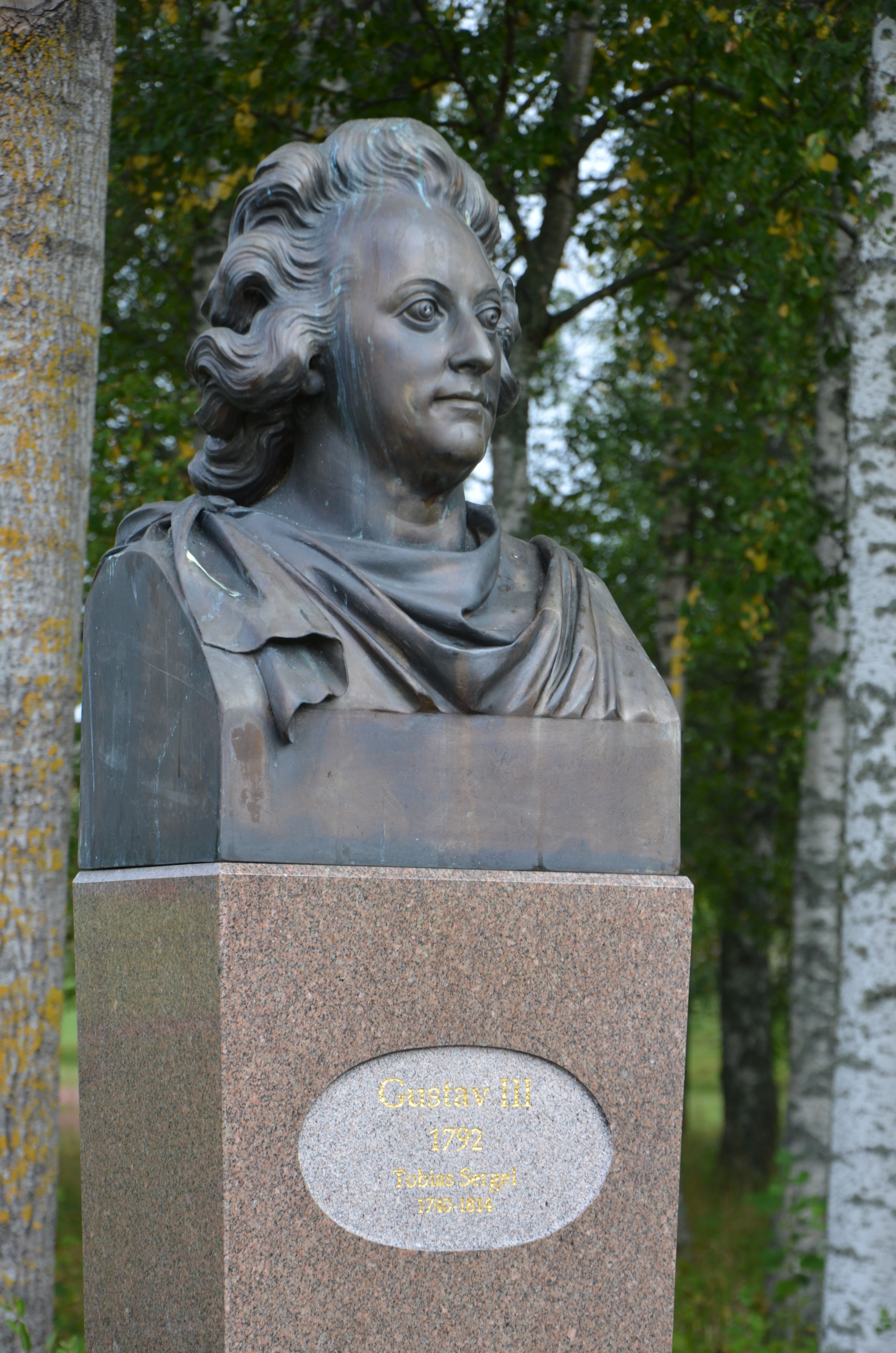
Byst över Gustav III av Johan Tobias Sergel